# 肯辛頓和車路士區
肯辛頓和車路士區（英語：Royal Borough of Kensington and Chelsea，首字母縮略字：RBKC）是英國英格蘭大倫敦地區下轄的一個皇家自治市，屬內倫敦的一部份，人口178,000，面積12.13km²。
英國王室所居住的肯辛頓宮位於此自治市內，因此在正式行政區域名中特別加上了「皇家」以作為區隔。
肯辛頓-車路士區以東是西敏市。

## 宗教
- 布朗普顿圣堂，罗马天主教
- 布朗普顿圣三一堂，英国圣公会
- 圣高隆巴堂 (伦敦)，苏格兰长老会
- 切尔西圣路加堂，英国圣公会
- 切尔西老教堂，英国圣公会
- 希腊正教会圣索菲亚主教座堂，希腊正教会

## 外交使团
该区是众多国际外交使团的所在地：
高级专员
- 孟加拉国
- 喀麦隆
- 塞浦路斯
- 多米尼加
- 斐济
- 冈比亚
- 毛里求斯
- 巴基斯坦
- 圣文森特和格林纳丁斯
- 赞比亚

大使馆
- 亚美尼亚
- 白俄罗斯
- 丹麦
- 厄瓜多尔
- 爱沙尼亚
- 加蓬
- 希腊
- 危地马拉
- 伊拉克
- 以色列
- 约旦
- 黎巴嫩
- 蒙古
- 摩洛哥
- 尼泊尔
- 荷兰
- 巴拉圭
- 秘鲁
- 菲律宾
- 罗马尼亚
- 俄罗斯
- 斯洛伐克
- 泰国
- 乌克兰
- 乌兹别克斯坦
- 委内瑞拉
- 越南
- 也门

## 景点

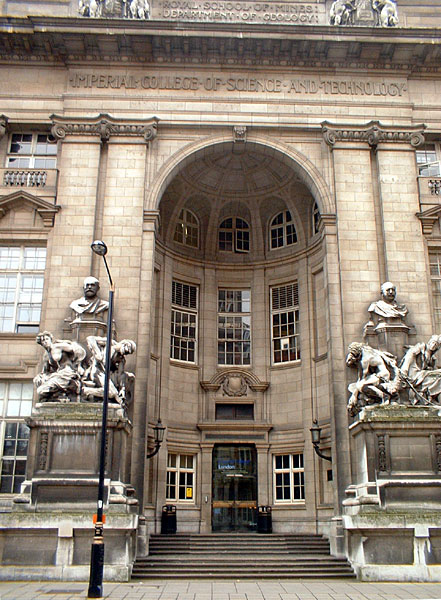
伦敦帝国学院皇家矿业学院大门

区内有以下旅游景点和地标：
- 布朗普顿圣堂
- 伯爵宮
- 哈洛德百貨公司
- 伦敦帝国学院
- 肯辛頓高街
- 肯辛頓宮
- 國王路
- 拉德伯克街
- 萊頓屋博物館
- 奧林匹亞展覽中心 (部分)
- 波多貝羅路
- 皇家阿爾伯特音樂廳
- 薩奇美術館
- 科学博物馆
- 自然史博物馆
- 維多利亞與艾伯特博物館

## 友好城市
- 法國 戛纳

## 外部連結
- （英文）肯辛頓-車路士區政府網 （页面存档备份，存于）

51°30′N 0°11′W / 51.500°N 0.183°W